# Acolapissa
Els acolapissa eren una petita tribu d'amerindis. La tradició fiu que vivien als marges del riu Pearl, entre Louisiana i Mississipi abans de 1702. Això els va fer una de les quatre tribus, juntament amb els bayogoula, biloxis i pascagoules que habitaven la costa del golf de Mississipi en el moment de l'arribada dels europeus. Després es van traslladar més a l'oest, a la zona que envolta la futura Nova Orleans. Pressionats per la colonització europea de la zona i les malalties, la petita tribu finalment es van fusionar amb els houma, que ara viuen al voltant de Houma (Louisiana). S'estima que la població total dels houma en 2014 era d'11.000 habitants. El govern dels Estats Units va denegar una petició de reconeixement federal a la tribu houma en 1994.

## Història antiga
Els acolapissa tenien sis viles. Tangipahoa havia estat la setena vila però es va separar algun temps abans de 1700 per formar una tribu separada. En 1699 una banda de 200 chickasaws dirigits per dos traficants d'esclaus anglesos els van atacar, amb la intenció de portar-los com a esclaus a Carolina del Sud.

## Cultura
El nom acolapissa significa "aquells que escolten i veuen" en choctaw. Altres noms per a la tribu són: Aqueloupissa, Cenepisa, Colapissa, Coulapissa, Equinipicha, Kinipissa, Kolapissa, i Mouisa.
Els acolapissa parlaven una de les llengües muskogi relacionada amb choctaw i chickasaw.
Els acolapissa adornaven llurs cossos amb tatuatges, ja que portaven poca roba degut a la seva ubicació.
Algunes fonts indiquen que els acolapissa podien haver estat la mateixa tribu que els quinipissa o els tangipahoes. D'acord amb diverses fonts relacionades amb els houma, les tribus de la zona del llac Pontchartrain els van anomenar mugulashai.
Fonts europees classifiquen la tribu com a "extingida", tot i que la majoria dels escrits històrics indiquen els acolapissa es van unir als houma després de l'entrada dels europeus a les seves terres.